# Judgment!
Judgment! ist ein Jazz-Album von Andrew Hill, aufgenommen durch Rudy Van Gelder in Englewood Cliffs, New Jersey am 8. Januar 1964 und veröffentlicht 1964 auf Blue Note Records.

## Das Album
Seit 1962 experimentierten die Blue Note Chefs Alfred Lion und Francis Wolff mit den neuen Entwicklungen im Jazz und produzierten als ersten vorsichtigen Schritt in diese Richtung ein Album von Jackie McLean mit dem programmatischen Titel One Step Beyond; zu seinem Quartett gehörte u. a. der Vibraphonist Bobby Hutcherson. Im September 1963 wurde Alfred Lion der junge Pianist Andrew Hill vorgestellt, als dieser Joe Henderson auf seinem Album Our Thing begleitete; Hill galt als einzigartiger und produktiver Komponist, seine Musik war insofern frei, als sie nicht den traditionellen Jazzstrukturen folgte, sondern ihre eigene, anspruchsvolle innere Logik hatte. Nur wenige konnten dessen Musik spielen; aber glücklicherweise gelang es Lion, den Pianisten mit den Leuten zusammenzubringen, die diese Musik verstanden. Alfred Lions Engagement für Hill war so groß, dass Blue Note innerhalb von nur fünf Monaten Hills erste Alben Black Fire, Smokestack, Judgment! und sein Meisterwerk Point of Departure aufnehmen ließ, bevor auch nur ein einziges Album davon veröffentlicht wurde.
Das im Januar 1964 aufgenommene Judgment! entstand 10 Wochen vor Andrew Hills Klassiker Point of Departure, das im März mit Kenny Dorham, Eric Dolphy und Joe Henderson eingespielt wurde. Seit seinem Erstling, dem eher konventionellen Black Fire hatten sich seine Kompositionen von herkömmlichen Strukturen gelöst. Hill modifizierte die bestehenden Strukturen des Hardbop und integrierte harmonische und rhythmische Elemente des modalen Jazz und des Avantgarde-Jazz. Die harmonischen Strukturen jeder Komposition sind komplex; fließend gehen dabei dissonante Akkorde und schnelle, melodische Improvisationen ineinander über. Hills Pianospiel ragt in diesem von ihm selbst geschaffenen Kontext heraus, aber Bobby Hutcherson kommt dem Pianisten gleich mit seinen komplexen und provokativen Soli und seinen unerwarteten melodischen Gegenentwürfen. Der Jazzkritiker Leonard Feather, der 1964 die liner notes zu dem Album schrieb, hebt besonders den Rang Andrew Hills als Komponist bei dem vorliegenden Album hervor. Dessen erster Titel Siete Ocho – gemeint ist „Sieben – Acht“ als Taktfolge – beginnt mit einer einleitenden, pulsierenden Bass-Figur von Richard Davis, gefolgt von Hutcherson und dann von Hill. Feather beschreibt die Stimmung des Stückes als „exotisch“, betont durch unübliche und flüchtige Rhythmen, die harmonische Textur der Komposition erhält ihre Substanz aus der Ausführung des Themas und den Stimmungen in den Zwischensequenzen. Flea Flop benannte Hill nach den ersten Noten des Stücks, die an einen springenden Floh denken lassen. Er widmete es ironisch den Hotels und Motels überall im Land, in denen Jazz-Begleitmusiker für gewöhnlich bei ihren Tourneen unterkommen mussten. Die Melodie basiert auf einer neuntaktigen Konstruktion, zweimal gespielt im 4/4-Takt. Yokada, Yokada meint wie das alte Lied Yakety Yak einen sinnlosen Dialog zwischen Leuten. Die Hauptphrase besteht aus Dissonanzen zwischen Hill und dem Vibraphonisten; Hill setzt Viertelnoten-Akzente, gegen die Hutcherson anspielt. Elvin Jones setzt mit einem Schlagzeugsolo eine Unterbrechung. Das balladenhafte Stück Alfred widmete Hill dem Blue Note-Produzenten; Leonard Feather sieht die „Schönheit dieses Themas in der komplizierten Konstruktion von Melodie und Harmonie“. „Mein Spiel basiert für gewöhnlich darauf, um die Melodie herum zu spielen“, charakterisiert der Pianist seine Spielweise besonders in diesem Stück. Das Titelstück Judgment war von einem Gedicht inspiriert, das Andrew Hills Frau Laverne schrieb. Dessen Botschaft basierte auf dem Bibelvers aus Johannes VIII, Vers 7, „Der, der ohne Sünde ist, werfe den ersten Stein“. Das Thema des letzten Titels Reconciliation wird zunächst von Hill dreimal gespielt, dann setzt Richard Davis zu seinem Solo an, begleitet von Hutcherson und Elvin Jones. Daran schließt sich eine längere Improvisation des Pianisten an, die immer wieder das Thema umspielt. Das Stück endet mit einer Überraschung, als es vor der letzten Note bei der Wiederholung des Anfangsthemas plötzlich abbricht.

## Wirkungsgeschichte
Der All Music Guide, der dem Album viereinhalb Sterne verlieh, zählt es zu Andrew Hills wichtigsten Veröffentlichungen. Auch Martin Kunzler zählt das Album in seinem Jazzlexikon zu den bedeutenden Alben des Pianisten in den 1960er Jahren. Der All Music Guide verlieh dem Album die zweithöchste Bewertung.

## Die Titel
- Andrew Hill Quartet – Judgment! (Blue Note BN 4159 / BST 84159 / 28981)
  1. Siete Ocho, 8:58
  2. Flea Flop, 7:21
  3. Yokada, Yokada, 5:19
  4. Alfred, 7:04
  5. Judgment, 6:54
  6. Reconciliation, 7:23
  7. Yokada, Yokada (alternate take), 5:15
- Alle Kompositionen stammen von Andrew Hill.